# ダッチ・アドミラルティ
ダッチ・アドミラルティ（Dutch Admiralty、オランダ海軍省）はサンクトペテルブルク郊外ツァールスコエ・セローのキャサリン公園の池のほとりに建てられたフォリーである。1階に池遊びのためのボートが保管されたためこの名が付けられた。
1773年夏、エカテリーナ宮殿の庭園内に伝統的オランダ様式の本館とロシアゴシック様式の2つの塔の3棟が建てられた。
本館には「ゴットオフの地球儀」(w:de:Gottorfer Riesenglobus)や166点のイギリス風景版画コレクション、第二次世界大戦中に破壊された手漕ぎボートなどが保管されている。

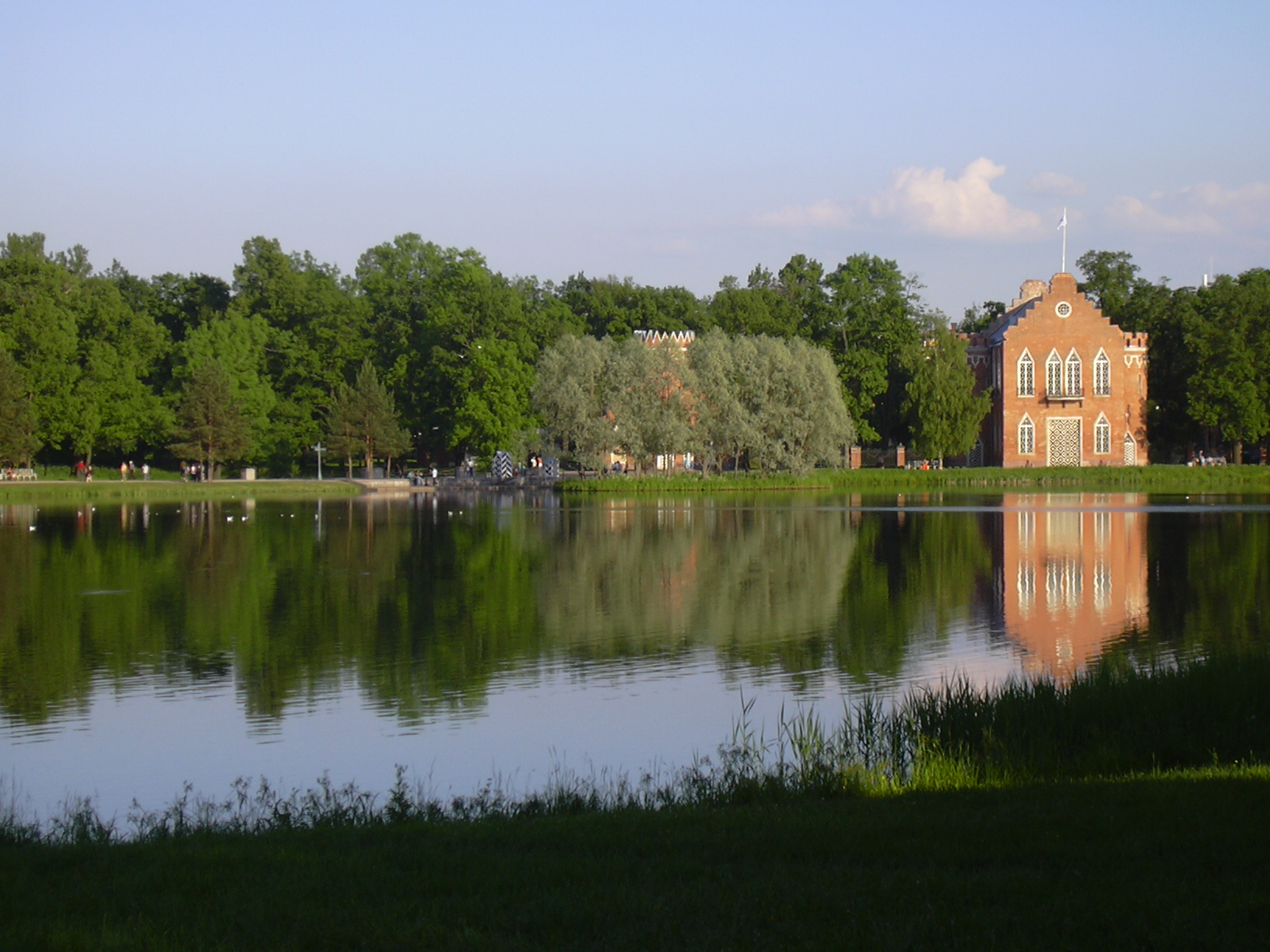
ダッチ・アドミラルティ